# Stanisław Kamiński
Stanisław Kamiński (* 24. Oktober 1919 in Radzyń Podlaski; † 21. März 1986 in Freiburg im Breisgau im katholischen Loretto-Krankenhaus und begraben in Lublin, Polen) war ein polnischer Philosoph, Kleriker und Professor an der Katholischen Universität Lublin.
Die Hauptthemen seiner Arbeit waren Logik, Methodik der Naturwissenschaften und Theologie. Er war zusammen mit Mieczysław A. Krąpiec (1921–2008), Stefan Swieżawski und Marian Kurdziałek (1920–1997) einer der Gründer der Lubliner Philosophischen Schule.
1949 verteidigte der junge Kamiński an der Katholischen Universität Lublin seine Dissertation Fregego dwuwartościowy system aksjomatyczny zmiennych zdaniowych w świetle współczesnej metodologii nauk dedukcyjnych (Freges zweiwertiges axiomatisches System von Satzvariablen im Lichte der modernen Methodik der deduktiven Wissenschaften). Betreuer der Abschlussarbeit war Dr Józef Pastuszka (1897–1989). 1973 hielt er zwei Vorlesungen an der Johannes Gutenberg-Universität in Mainz über Wissenschaftstheoretische Aspekte: Rationale Faktoren in der modernen Wissenschaft und Theologie und Typen von Ethik.